# TT46
| N5 · Z1 | ms | s |

| N5 · Z1 | ms | s |

TT46 (Theban Tomb 46) è la sigla che identifica una delle Tombe dei Nobili ubicate nell’area della cosiddetta Necropoli Tebana, sulla sponda occidentale del Nilo dinanzi alla città di Luxor, in Egitto. Destinata a sepolture di nobili e funzionari connessi alle case regnanti, specie del Nuovo Regno, l'area venne sfruttata, come necropoli, fin dall'Antico Regno e, successivamente, sino al periodo Saitico (con la XXVI dinastia) e Tolemaico.

## Titolare
TT46 Era la tomba di:
| Titolare | Titolo                                         | Necropoli           | Dinastia/Periodo               | Note               |
| -------- | ---------------------------------------------- | ------------------- | ------------------------------ | ------------------ |
| Ramose   | Supervisore ai granai dell'Alto e Basso Egitto | Skeikh Abd el-Qurna | XVIII dinastia (Amenhotep III) | nei pressi di TT83 |

## Biografia
Ramose, Supervisore ai granai del re, all'interno della tomba viene inoltre indicato come Amministratore dei domini di Aton e Primo Profeta di Amon in Menset. Nefertkha, cantatrice di Hathor e di Amon, fu sua moglie. Il fatto di essere anche indicato come Amministratore del dominio di Aton ha fatto supporre  che il suo incarico sia stato espletato durante il regno di Amenhotep IV/Akhenaton.

## La tomba
La tomba presenta un portico trasversale, con sei pilastri; unici dipinti superstiti sono una scena in cui la moglie Nefertkha offre unguenti al defunto e un'altra in cui un uomo (?) presenta offerte al defunto ed alla moglie (?). Un brevissimo corridoio dà accesso a una sala con sei pilastri i cui dipinti e testi sono molto danneggiati; unica scena ancora leggibile, il defunto in offertorio a Osiride.

### Annotazioni
1. ↑  La prima numerazione delle tombe, dalla numero 1 alla 253, risale al 1913 con l’edizione del "Topographical Catalogue of the Private Tombs of Thebes" di Alan Gardiner e Arthur Weigall. Le tombe erano numerate in ordine di scoperta e non geografico; ugualmente in ordine cronologico di scoperta sono le tombe dalla 253 in poi.
2. ↑  I campi della Duat, ovvero l'aldilà egizio, si trovavano, secondo le credenze, proprio sulla riva occidentale del grande fiume.
3. ↑  Nella sua epoca di utilizzo, l'area era nota come "Quella di fronte al suo Signore" (con riferimento alla riva orientale, dove si trovavano le strutture dei Palazzi di residenza dei re e i templi dei principali dei) o, più semplicemente, "Occidente di Tebe".
4. ↑  le Tombe dei Nobili, benché raggruppate in un'unica area, sono di fatto distribuite su più necropoli distinte.
5. ↑  Le note, sovente di inquadramento topografico della tomba, sono tratte dal "Topographical Catalogue" di Gardiner e Weigall, ed. 1913 e fanno perciò riferimento alla situazione dell'epoca.
6. ↑  Con il nome di Menset veniva indicato il tempio mortuario della regina Ahmose Nefertari.

### Fonti
1. 1 2  Porter e Moss 1927,  pp. 86-87.
2. ↑  Gardiner e Weigall 1913.
3. ↑  Donadoni 1999,  p. 115.
4. ↑  Gardiner e Weigall 1913, pp. 20-21.
5. ↑  Murname 1995,  p. 61.
6. ↑  Porter e Moss 1927,  p. 86.
7. ↑  Porter e Moss 1927,  p. 87.